# Sonbodalandet
Sonbodalandet (också stavat Sonnbodalandet) är en kommundel och ö i Föglö kommun på Åland. Den omfattar byarna Finholma och Sonboda. 
Till Sonbodalandet brukar också räknas ön Näversholma i söder. Öarna åtskils av ett smalt sund som numera är en muddrad ränna. Över sundet finns en vägbro.
Sonbodalandet är förbundet med kommundelarna Degerö via en bro över Degerö sundet och Östersocken med en bro över Brändö strömmen.
Sonbodalandets och Näversholmas sammanlagda areal är 12,6 kvadratkilometer och största längd 7,2 kilometer i sydväst-nordöstlig riktning. Öarna är flacka, på några få ställen når de drygt 20 meter över havet.

## Ortnamnet
Namnet Sonbodalandet är en sammansättning av bynamnet Sonboda och ordet land i betydelsen ’ö’. Liknande namn är Svartsjölandet och Värmdölandet i Stockholmstrakten.
Namnet verkar inte vara särskilt gammalt. De tidigaste beläggen härrör från första halvan av 1900-talet. Exempelvis nämner Hugo Sommarström Sonnbodalandet i sin beskrivning över Åland från 1919. I tidningen Åland börjar namnet Sonbodalandet dyka upp på 1940-talet. Första omnämnandet sker den 6 april 1946 när tidningen rapporterar att en träbro på pålar ska byggas över Degerö sund i Föglö ”mellan Degerö och Sonbodalandet”.
På kartor återfinns namnet Sonnbodalandet först från omkring 1970.

### Tryckt litteratur
- Sommarström, Hugo (1919). Åland i forntid och nutid. Stockholm